# كرة السلة في الدورة الرياضية العربية الثانية بيروت 1957
الدورة الرياضية العربية الثانية لكرة السلة أقيمت في بيروت سنة 1957.

## نظام البطولة
اشترك في المسابقة ستة منتخبات عربية لعبت بطريقة الدوري من مرحلة واحدة بين الفرق الستة لتتويج الفريق صاحب العدد الأكبر من النقاط بالميدالية الذهبية ... وقد الغيت بعض المباريات بسبب تساقط الأمطار أو بسبب الانسحاب !

## الدول المشاركة
| - لبنان - سوريا - تونس | - الأردن - العراق - المغرب |

## النتائج
- النتائج المعروفة :
- سوريا  87-43  العراق
- العراق  41-32  تونس
- العراق  15-15  الأردن (الغيت بسبب تساقط الأمطار)
- المغرب 66-64  العراق
- سوريا  73-55  المغرب
- لبنان  93-36  الأردن
- لبنان  -  العراق (فاز لبنان لانسحاب العراق)
- المغرب 47-34  الأردن

## الترتيب النهائي
| الحدث     | الذهبية | الفضية | البرونزية |
| --------- | ------- | ------ | --------- |
| كرة السلة | لبنان   | سوريا  | تونس      |